# Rucsandra Popescu
Rucsandra Popescu (* 1980) ist eine rumänische Komponistin, Chorleiterin und Pianistin.

## Leben
Popescu wurde in eine rumänische Musikerfamilie geboren. In Bukarest bekam sie ihre erste musikalische Ausbildung. 1999 schloss sie dort ihre musikalische Schulbildung ab. Anschließend studierte sie, unterbrochen durch ein Auslandsjahr bei Violeta Dinescu an der Universität Oldenburg 2002, an der Nationalen Musikuniversität Bukarest, wo sie 2004 abschloss. Popescu wechselte nach Bremen, wo sie 2009 an der Hochschule für Künste Bremen (HFK Bremen) einen Masterabschluss in Komposition erlangte. Dort wurde sie bei  Younghi Pagh-Paan 2012 in Komposition promoviert.
Popescu leitete diverse Orchester und Chöre. Seit 2008 ist sie Chordirektorin des Universitätschores J-Cappella der Jacobs University Bremen.
Zwischen 2015 und 2018 hat Popescu den Jazzchor der Hochschule für Musik und Theater „Felix Mendelssohn Bartholdy“ Leipzig geleitet. Seit 2017 ist sie die Chorleiterin des Popchores und seit 2020 des Hochschulchores und Dozentin in Chorleitung an der HFK Bremen.

## Auszeichnungen
- 2017 – Gewinnerin des Kompositionswettbewerbs (1. Preis – für Kinderchor) zum Reformationsjubiläum "Verleih uns Frieden" des Deutschen Chorverbands
- 2016 – mit J-Cappella, "sehr gut" Diplom beim 4. Chorverband Wettbewerb Niedersachsen, in Celle.
- 2012 – mit J-Cappella, zwei Silbermedaillen beim Internationalen Festival und Chorwettbewerb Petr Eben in Prag
- 2012 – Gewinnerin des Kompositionswettbewerbs des Landesmusikrat Bremen mit wissen, sagen für Chor (ERES Edition)
- 2011 – TACTUS Kompositionswettbewerb in Belgien
- 2009 – Preis für die besten akademischen Ergebnisse beim Internationalen Kompositionswettbewerb der Hochschule für Künste Bremen
- 2008 – Preisträgerin beim Internationalen Kompositionswettbewerb des Festivals Europäische Kirchenmusik ...und hast mich lieb... für Chor
- 2004 – Paul-Constantinescu-Preis (1. Preis) für Idealuri für Chor
- 2003 – Sonderpreis beim Carl-von-Ossietzky-Chorwettbewerb für Tripthicon in nuce
- 2002 – Paul Constantinescu-Preis (2. Preis) für Sonata für Violine und Piano

## Werke (Auswahl)
- 2012 Magnificat für Kinderchor, Percussion und Harfe, im Auftrag der Sing-Akademie Hardegsen e.V. (Uraufführung am 6. Oktober 2012)
- 2011/2012 au contraire für das Boreas Quartett Bremen (Uraufführung am 19. Januar 2012)
- 2011 in nomine für die St. Petri Domsingschule Bremen (Uraufführung am 8. Oktober 2011)
- 2010 Moldavieren für das Bremer Philharmonie Orchester
- 2009 Pinocchio´s Welt, Kinderoper für Die Glocke Bremen (Uraufführung am 26. April 2009)
- 2009 Beethoveniada für das Orchester der Hochschule für Künste Bremen
- 2007/2008 Contraverse für das Ensemble Recherche (Uraufführung – 22. Februar 2008; Aufnahme durch den SWR am 20. Oktober 2008)
- 2007 Signal B, aufgeführt durch die Bremer Philharmonie